# Volker Sieg
Volker Sieg (geb. am 20. September 1937 in Liebau, Kreis Landeshut i. Schles., Provinz Niederschlesien) ist ein deutscher Architekt.

## Leben und Wirken
Sieg wurde in eine Angestelltenfamilie hineingeboren. Er erlernte das Maurerhandwerk. Anschließend studierte er an der Ingenieurschule für Bauwesen Gotha, wo er 1956 den Abschluss als Bauingenieur erhielt. Danach absolvierte er ein Fernstudium an der Hochschule für Architektur und Bauwesen in Weimar und schloss dort 1972 als Diplom-Ingenieur ab. Während seines Studiums arbeitete er als Architekt beim VEB Industrieprojektierung Jena und anschließend im Leipziger VEB Hochbauprojektierung als Leiter der Abteilung Entwurf.
Ende der 1950er Jahre erhielt er Aufträge aus der Industrie, z. B. für die Glaswerke Lauscha, für die Keramischen Werke Hermsdorf, für den VEB Carl Zeiss Jena und für das Institut für Baustoffe an der Hochschule für Architektur und Bauwesen in Weimar.

## Bauten (Auswahl)

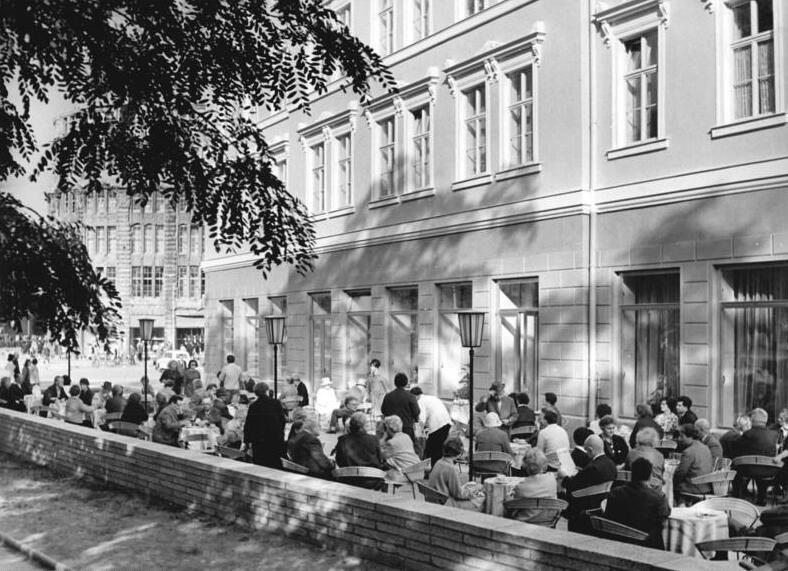
Leipzig, Café Brühl

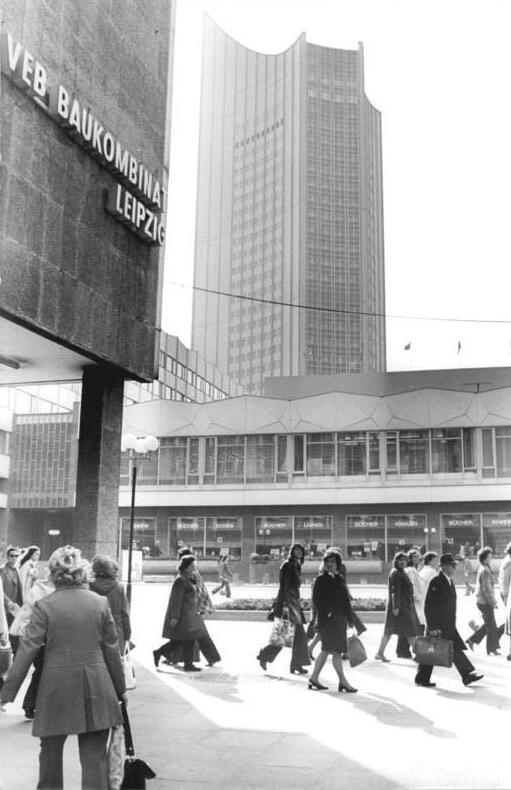
VEB Baukombinat Leipzig

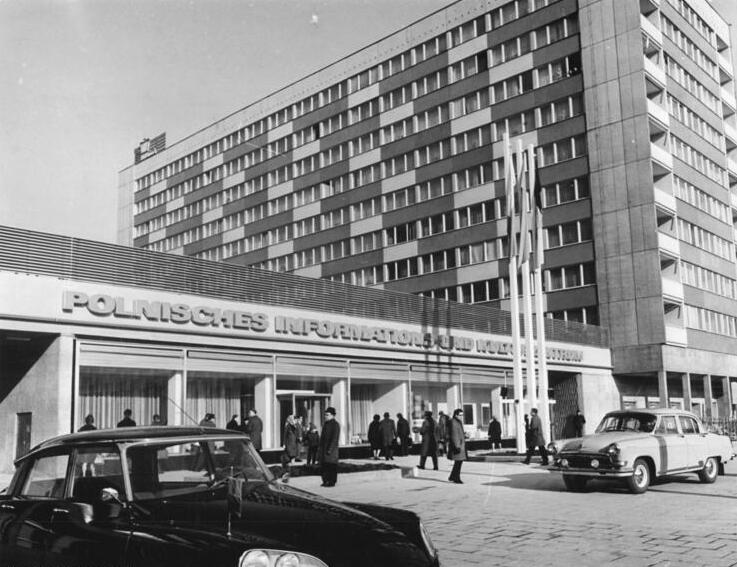
Leipzig, Polnisches Informations- und Kulturzentrum

- Karl-Marx-Universität Leipzig (KMU): Sieg war 1961 und von 1968 bis 1975 unter Leitung von Hermann Henselmann gemeinsam mit Rudolf Skoda, Eberhard Göschel, Horst Siegel und Helmut Ullmann an der Projektierung der Karl-Marx-Universität Leipzig beteiligt. Das Entwurfskollektiv gestaltete unter anderem das KMU-Hochhaus und das 2005 abgebrochene KMU-Hauptgebäude.[1]
- Neues Gewandhaus am Augustusplatz: Unter der Leitung von Rudolf Skoda war Volker Sieg zwischen 1977 und 1981 zusammen mit Eberhard Göschel und Winfried Sziegoleit an der Planung für das Neue Gewandhaus beteiligt.[1]
- Forschungs- und Verwaltungsgebäude des VEB Metall-Leichtbaukombinat in der Arno-Nitzsche-Straße 45 in Leipzig: Von 1969 bis 1970 erbaute Sieg das Forschungs- und Verwaltungsgebäude des VEB Metall-Leichtbaukombinat. Es handelte sich um einen Experimentalbau mit einer sichtbaren Stahlkonstruktion und einer Aluminium-Holz-Fassade. Eingesetzt wurden Stahlzellendecken, Außenverschattung, freigestellte Treppenhäuser und Stahl. Der Haupteingang erhielt eine dekorative Stahltür von Günter Laufer.[1][2]
- Wohngebiet Großzschocher: Sieg errichtete um 1968 einen fünfgeschossigen Wohnungsbau im Wohngebiet Großzschocher.[1]
- Wohngebiet Neuhaida (Probstheida): Das Wohngebiet Neuhaida (Probstheida) wurde von 1966 bis 1968 nach Entwürfen der Architekten Erich Böhme als zehngeschossiges Mittelgangwohnhaus mit 800 Wohneinheiten und 300 m Länge erbaut. Ergänzungen erfolgten von 1972 bis 1973 (durch Lothar Mothes, Dieter Matthes, Achim Schulz) sowie von 1973 bis 1974 durch Volker Sieg.[1][3]
- Großer Blumenberg in Leipzig: Von 1961 bis 1964 rekonstruierte Sieg das Gebäude des Großen Blumenbergs. Das Gebäude war durch die Luftangriffe teilzerstört; besonders der westliche Teil war betroffen. Von 1961 bis 1964 erfolgte der Wiederaufbau anhand der Entwürfe und unter der Leitung von Volker Sieg. Im rekonstruierten Westteil richtete Sieg 28 Wohnungen ein, im Erdgeschoss schuf er das Café am Brühl mit 124 Plätzen. Das Wandbild im Café wurde von Edgar Steffen erschaffen und erinnert an das Wirken der Neuberin.[1][4]
- Baukombinat Leipzig (BKL): Von 1967 bis 1969 erschuf Volker Sieg das Zentrale Bürogebäude des Baukombinats Leipzig (Bürogebäude BKL) an der Ecke Grimmaische Straße 27/29, Ecke Ritterstraße, angrenzend an den Königsbau, Goethestraße 1 in Leipzig. Das Gebäude hatte Platz für 450 Arbeitsplätze. Im Erdgeschoss befanden sich vier Läden und der Anschluss an die Theaterpassage zum Augustusplatz. Das Gebäude war eine Ecklückenschließung an der Stelle von abgebrochenen Altbauten aus der Barockzeit. Es handelt sich um einen Stahlskelettbau in Schaltafelbauweise mit umlaufender Dachterrasse und einer Aluminium-Vorhangfassade.[5][6] Die Eigentümerin TLG Immobilien ließ 2011 das Gebäude abreißen.[1]
- Polnisches Informations- und Kulturzentrum: Von 1968 bis 1969 erschuf Volker Sieg das Polnische Informations- und Kulturzentrum im Flachtraktbau am Brühl 9. Das Zentrum beinhaltete einen Verkaufssalon, ein Ausstellungsfoyer, Bibliothek, Lesehalle, Filmsaal und Klubräume mit Informationen zur Politik, Wirtschaft und Kultur Polens. Die Metallgestaltung erfolgte durch Günter Laufer, die Holzgestaltung durch Friedemann Lenk. Der Flachtraktbau befand sich bei den zehngeschossigen Hochhäusern Brühl 3-13/Richtung Wagner-Straße, erschaffen von Horst Krantz zusammen mit Günter Gerhardt, Hubertus Berger und Heinz Baldauf.[1][7]